# Sinapaldehyd
Sinapylaldehyd je organická sloučenina strukturou podobná kyselině skořicové. Je syntetizován v metabolismu fenylpropanoidů a patří mezi prekurzory ligninu.
Tato látka je v huseníčku rolním součástí metabolické dráhy, při níž vzniká lignin. Enzym dihydroflavonol-4-reduktáza mění sinapaldehyd a NADPH na sinapylalkohol a NADP+. Sinapaldehyd se také nachází v rostlině Senra incana.
Sinapaldehyd může být vylouhován z korkových zátek do vína.